# Ротунда

Шрифт «Ротунда»

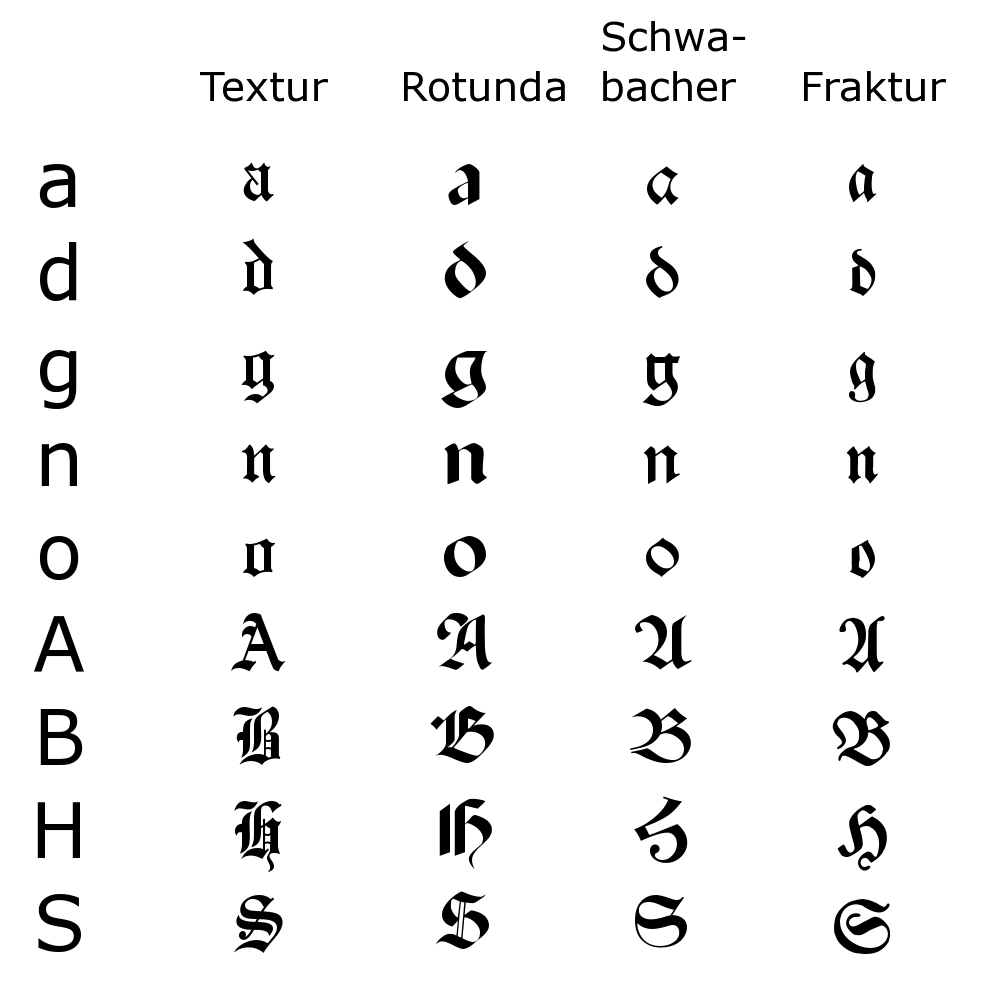
Gebrochene Schriften

Роту́нда (итал. rotonda — круглая) — итальянский вариант готического письма (полуготический шрифт), появившийся в XII веке. Отличается округлённостью и отсутствием надломов.